# Leslie Balfour-Melville
Pour les articles homonymes, voir Balfour (homonymie) et Melville.
 (décembre 2017).
Leslie Melville Balfour-Melville, né le 9 mars 1854 à Bonnington près d'Édimbourg et mort le 17 juillet 1937, est un sportif écossais, peut-être le plus complet que l'Écosse n'ait jamais connu en ayant été international écossais dans plusieurs disciplines dont le cricket et le rugby. 

## Biographie
Leslie Balfour-Melville est né à Bonnington (Edimbourg, Écosse), le 9 Mars 1854 fils de James Balfour Melville (1815–1898) et d'Eliza Ogilvy Heriot Maitland (1821–1887).
Il fait ses études à l'Université d'Edimbourg. Il devient juriste de profession et devient même membre des Writers of the Signet (officiers judiciaire écossais chargés de la préparation de la rédaction des actions, des brèves et autres documents devant passer en secrétariat d'État). En 1883, sa famille change son nom en Balfour-Melville lorsque son père acquiert la succession du domaine du Mont Melville près de St. Andrews (Fife). Sa résidence à Édimbourg était située au 53 Hanover Street dans la New Town d'Édimbourg.
Il se marie en 1873 avec Jeannie Amelia (Jane) Wilson, fille du Dr Wilson. Le couple aura deux fils, John Inglis (1881-1963) et James Elliot, né en 1882. Le cadet, James, qui est aussi joueur de cricket pour l'Écosse avant la guerre, décède le 25 septembre 1915 durant la première guerre mondiale.
Leslie Balfour-Melville meurt à North Berwick, East Lothian, le 16 juillet 1937. Il est enterré avec ses parents dans le caveau familial dans la partie sud-ouest du cimetière de Greyfriars Kirkyard près du mausolée Robertson. Sur sa tombe il est simplement inscrit « Leslie Melville ».

## Carrière sportive

### Cricket
Il joue avec le club the Grange et il débute contre le club the Free Foresters en 1874. Il dispute dix-huit rencontres sous les couleurs de l'équipe d'Écosse en 36 ans. Il est capitaine de l'équipe nationale pour le premier match contre l'Irlande après la formation de la 2e Scottish Cricket Union, et est le premier Président de la fédération Scottish Cricket Union à jouer en tant qu'international. Sur l'ensemble de sa carrière, il a effectué 46 century.
Il est appelé le «WG Grace de l'Écosse». Le sommet de sa carrière sportive a lieu le 29 juillet 1882. Comme capitaine, opening batsman et gardien de guichet, Leslie Balfour-Melville conduit l'équipe d'Écosse de cricket à une victoire historique sur l'Australie qui est un évènement remarquable en 1882.

### Autres sports
Sportif naturellement doué, il a été international écossais dans deux sports, le rugby et le cricket. 
Ses débuts internationaux en rugby à XV ont lieu le 5 février 1872 à l'âge de 17 ans et 10 mois contre l'Angleterre à Londres pour le deuxième match international de rugby à XV de l'histoire.
Leslie Balfour-Melville a pratiqué au haut niveau également le tennis, le skate, le curling, le saut en longueur et le billard. Il a remporté le championnat amateur de golf britannique à Saint Andrews en 1895, le championnat écossais Lawn Tennis en 1879 et un championnat écossais de billard.  
Il occupe également des postes importants de dirigeants dans les instances sportives nationales. En 1893, il devient le 21e président de la Fédération écossaise de rugby à XV. Il occupe également le poste de président de la Scottish Cricket Union, et est nommé capitaine du Royal and Ancient Golf Club en 1906. 
Leslie Balfour-Melville fait partie des 50 sportifs écossais introduits dans le Scottish Sports Hall of Fame lors de sa création en 2002.

## Statistiques en équipe nationale

### Rugby à XV
- 1 sélection avec les Écossais en 1872.

### Cricket
- 16 sélections avec l'Équipe d'Écosse de cricket de 1874 à 1893.
- 2 sélections avec l'Équipe d'Écosse de cricket de 1909 à 1910 (il avait alors 55 ans).